# Herb Opoczna
Herb Opoczna – jeden z symboli miasta Opoczno i gminy Opoczno w postaci herbu. Pierwotnie w herbie Opoczna widniał Św. Bartłomiej. Pierwszy herb miasta został upamiętniony w herbie powiatu opoczyńskiego.

## Wygląd i symbolika
Herb przedstawia w polu czerwonym rogacinę roztłuczoną, srebrną. 
Rogacina to godło herbu szlacheckiego Odrowąż. Odrowążowie byli dzierżawcami starostwa opoczyńskiego w XV i XVI wieku. 